# Ryūzō Morioka
Ryūzō Morioka (jap. 森岡 隆三 Morioka Ryūzō; * 7. Oktober 1975) ist ein ehemaliger japanischer Fußballspieler in der Position eines Abwehrspielers, der im Aufgebot der WM 2002 war. Er war Mannschaftskapitän, verletzte sich aber bereits im ersten Spiel der Japaner gegen Belgien. Seit dem Confederations Cup 2003 in Frankreich wurde er nicht mehr in die Nationalmannschaft berufen.
Seit 2007 steht Morioka bei dem japanischen Verein Kyoto Sanga unter Vertrag.